# Ренчно (гмина)
Ренчно (пол. Ręczno) — сельская гмина (волость) в Польше, входит как административная единица в Пётркувский повет, Лодзинское воеводство. Население — 3685 человек (на 2004 год).

## Сельские округа
1. Бонкова-Гура
2. Бендзын
3. Демба
4. Ленг-Ренчиньски
5. Ленки-Крулевске
6. Майковице
7. Новинки
8. Паскшин
9. Ренчно
10. Ренчно-Колёня
11. Стобница
12. Стобница-Пила
13. Велькополе
14. Збыловице

## Соседние гмины
1. Гмина Александрув
2. Гмина Ленки-Шляхецке
3. Гмина Масловице
4. Гмина Пшедбуж
5. Гмина Розпша
6. Гмина Сулеюв